# 椿直
椿 直（つばき なお、1990年2月16日 - ）は、日本の俳優。神奈川県出身。キャロット所属。

## 出演作品

### テレビドラマ
- フードファイト (2000年、NTV)
- 虹色定期便 (2002年、ETV) 岡本大地役
- スカイハイ2 (2004年、EX)
- ハルとナツ 届かなかった手紙 (2005年、NHK） 高倉実役
- 仮面ライダーカブト (2006年、EX) 青田役
- 生物彗星WoO 第1話「あいつが宇宙から落ちてきた!」 (2006年、NHK) 中学生役
- 大河ドラマ「風林火山」 (2007年、NHK)　葛笠熊吉役
- 木曜時代劇「柳生十兵衛七番勝負 最後の闘い」 (2007年、NHK)　徳川頼宣役
- 土曜ドラマ「フルスイング」 (2008年、NHK)　野球部員役
- 高校生レストラン　(2011年、NTV) 河田圭悟役
- 新春ワイド時代劇「白虎隊〜敗れざる者たち」 (2013年、TX)　間瀬源七郎役
- 24時間テレビスペシャルドラマ「母さん、俺は大丈夫」 （2015年、NTV） - 椿健太郎役
- 重版出来! (2016年、TBS) 栗山役
- 機界戦隊ゼンカイジャー （2021年、EX） 街の人役
- しずかちゃんとパパ 第1話（2022年3月13日、NHK BSプレミアム） - ファミレスの客 役
- 連続ドラマW 眼の壁 第1話-第3話（2022年、WOWOW）
- 新空港占拠 第2話（2024年1月20日、日本テレビ） - 警察官 役

### 映画
- Jam Films ファスナー (2003年)
- ベースボールキッズ （2003年） - 山倉真一（キャッチャー）役
- 壬生義士伝 （2003年） - 大野次郎右衛門（幼少期） 役
- 呪霊 （2003年）
- 2002年の夏休み　ドキュメンタリー沙羅双樹 (2003年) ナレーション
- 8.1 （2005年） - 森翔太 役
- 14歳 （2006年） - 村田茂夫 役
- 遠くの空に消えた (2007年） - ガキ大将 役

### バラエティ
- ターニングポイント (2000年、EX)
- ザ・ジャッジ! 〜得する法律ファイル (2001年、CX)
- SMAP×SMAP (2001年、CX)

### ラジオ
- FMシアター小指の思ひ出 （2002年、NHK-FM放送）
- 青春アドベンチャーDIVE! （2002年、NHK-FM放送）
- 青春アドベンチャー南の島のティオ （2003年、NHK-FM放送） ティオ役 （2010年8月23日 - 8月27日、8月30日 - 9月3日再放送)

### CM
- アクエリアス (2001年)
- CX「info-CX」 (2003年)
- カルビー 「フルグラ」 (2019年)
- パズドラ　（2021）

### ポスター
- 東武デパート